# ラリー・ヒューズ
ラリー・ダーネル・ヒューズ・シニア（Larry Darnell Hughes Sr., 1979年1月23日 - ）は、アメリカ合衆国・ミズーリ州セントルイス出身の元プロバスケットボール選手。身長196cm、体重84kg。ポジションは主にシューティングガード。

## 経歴
セントルイス大学在学中にアーリーエントリーを宣言。1998年のNBAドラフトで1巡全体8位でフィラデルフィア・セブンティシクサーズから指名されてNBA入りした。
当時のシクサーズのフロントは、1996年に獲得したスーパースターアレン・アイバーソンとヒューズのコンビに期待を寄せた。だが、二人のコンビはほとんど機能せず、1シーズン半を経過したところで、ヒューズはゴールデンステート・ウォリアーズにトレードされた。
ウォリアーズ移籍後の32試合は出場時間が倍増。全試合で先発し、1試合平均22.7得点（シクサーズとの換算だと15.0得点）をあげた。しかし、翌00－01シーズンは自身の怪我もあり、実力を発揮できなかった。2000年のNBAスラムダンクコンテストに出場したが、制限時間以内にダンクを決めることができなかった。
01－02シーズンにウォリアーズはジェイソン・リチャードソンを獲得。ヒューズとのポジションが重なり、出場時間が減少していった。そしてシーズン終了後フリーエージェントとなったヒューズはワシントン・ウィザーズへ移籍した。
ウィザーズでは年々成績を伸ばした。特に04－05シーズンはギルバート・アリナス、アントワン・ジェイミソンらと共にウィザーズをプレーオフに導いた。同シーズン、ヒューズはリーグのスティール王を受賞した。またオールディフェンスファーストチームにも選ばれた。シーズン終了後、再びフリーエージェントとなったヒューズに各チームがオファーを出す中、キャバリアーズと5年間7000万ドルで契約を結んだ。契約金に加えて、リーグを代表する若手スター、レブロン・ジェームズとプレーできるというのも大きな要因になったとされる。
そのキャバリアーズではサポートに徹することになった。この年、シーズン序盤に骨折するまで、37.6分出場し、チーム2位の平均16.2得点をあげ、チームは開幕から18勝10敗の成績をあげた。シーズン終盤に復帰し、チームはプレーオフに進出、レブロンらと共にNBAチャンピオンを目指したが、デトロイト・ピストンズとのカンファレンスファイナル中に実弟の不幸があり、3試合を欠場、第6戦で復帰したものの敗退した。
06-07シーズンも怪我に見舞われながらも70試合に出場。チームのポイントガードが手薄なため、ゲームメイクを任されるようになり、レブロンのアシスト役に徹した。プレイオフでは序盤こそチームを牽引する働きを見せ、チームはカンファレンスファイナルに進出したが、ヒューズは試合中に右足底の筋肉を傷めてしまう。チームはレブロンと予想外の活躍を見せたダニエル・ギブソンの活躍でNBAファイナルに進出。ヒューズはサンアントニオ・スパーズのトニー・パーカーとマッチアップしたが、怪我を抱えた状態ではパーカーのスピードに付いていけず、2戦続けて大量得点を許した。ヒューズはポジションをルーキーのギブソンに譲り、3戦目以降ゲームに参加せず、チームが4戦全敗で敗退する姿をベンチから見守った。
トレードデッドラインの2008年2月21日、3チーム、11人が絡む大型トレードにて、ドリュー・グッデン、セドリック・シモンズ、シャノン・ブラウンと共にベン・ウォーレス、ジョー・スミスとのトレードで、クリーブランド・キャバリアーズからシカゴ・ブルズへと移籍した。
2009年2月19日、トレード期限前に、ティム・トーマス、ジェローム・ジェームス、アンソニー・ロバーソンとのトレードでニューヨーク・ニックスに移籍した。
2010年2月18日､ヒューストン・ロケッツとサクラメント・キングスが絡む､三角トレードで､セルヒオ・ロドリゲスと入れ替わりで､キングスへ移籍したが、2月23日に解雇された。同年3月13日、シャーロット・ボブキャッツと契約を結んだ。
2011年12月9日、オーランド・マジックと契約、9試合に平均12.7分出場した後、2012年2月1日に解雇された。

## 個人成績

### NBA

#### レギュラーシーズン
| シーズン | チーム | GP  | GS  | MPG  | FG%  | 3P%  | FT%  | RPG | APG | SPG  | BPG | PPG  |
| -------- | ------ | --- | --- | ---- | ---- | ---- | ---- | --- | --- | ---- | --- | ---- |
| 1998–99  | PHI    | 50* | 1   | 19.8 | .411 | .154 | .709 | 3.8 | 1.5 | .9   | .3  | 10.0 |
| 1999–00  | PHI    | 50  | 5   | 20.4 | .416 | .216 | .746 | 3.2 | 1.5 | 1.1  | .2  | 10.0 |
| 1999–00  | GSW    | 32  | 32  | 40.8 | .389 | .243 | .736 | 5.9 | 4.1 | 1.9  | .5  | 22.7 |
| 2000–01  | GSW    | 50  | 45  | 36.9 | .383 | .187 | .766 | 5.5 | 4.5 | 1.9  | .6  | 16.5 |
| 2001–02  | GSW    | 73  | 56  | 28.1 | .423 | .194 | .737 | 3.4 | 4.3 | 1.5  | .3  | 12.3 |
| 2002–03  | WAS    | 67  | 56  | 31.9 | .467 | .367 | .731 | 4.6 | 3.1 | 1.3  | .4  | 12.8 |
| 2003–04  | WAS    | 61  | 61  | 33.8 | .397 | .341 | .797 | 5.3 | 2.4 | 1.6  | .4  | 18.8 |
| 2004–05  | WAS    | 61  | 61  | 38.7 | .430 | .282 | .777 | 6.3 | 4.7 | 2.9* | .3  | 22.0 |
| 2005–06  | CLE    | 36  | 31  | 35.6 | .409 | .368 | .756 | 4.5 | 3.6 | 1.5  | .6  | 15.5 |
| 2006–07  | CLE    | 70  | 68  | 37.1 | .400 | .333 | .676 | 3.8 | 3.7 | 1.3  | .4  | 14.9 |
| 2007–08  | CLE    | 40  | 32  | 30.3 | .377 | .341 | .815 | 3.6 | 2.4 | 1.5  | .3  | 12.3 |
| 2007–08  | CHI    | 28  | 25  | 28.9 | .387 | .353 | .775 | 3.1 | 3.1 | 1.4  | .2  | 12.0 |
| 2008–09  | CHI    | 30  | 6   | 26.4 | .412 | .392 | .817 | 3.1 | 2.0 | 1.2  | .3  | 12.0 |
| 2008–09  | NYK    | 25  | 14  | 27.5 | .390 | .385 | .794 | 2.6 | 2.4 | 1.4  | .2  | 11.2 |
| 2009–10  | NYK    | 31  | 14  | 26.5 | .366 | .289 | .823 | 3.5 | 3.5 | 1.3  | .4  | 9.6  |
| 2009–10  | CHA    | 14  | 2   | 21.1 | .327 | .357 | .853 | 2.3 | 2.0 | .9   | .3  | 8.1  |
| 2011–12  | ORL    | 9   | 0   | 12.7 | .227 | .143 | .500 | .6  | .8  | .2   | .0  | 1.3  |
| 通算     | 通算   | 727 | 509 | 30.8 | .406 | .309 | .757 | 4.2 | 3.1 | 1.5  | .4  | 14.1 |

- 1998-1999シーズンは50試合で打ち切り

#### プレーオフ
| シーズン | チーム | GP | GS | MPG  | FG%  | 3P%  | FT%  | RPG | APG | SPG | BPG | PPG  |
| -------- | ------ | -- | -- | ---- | ---- | ---- | ---- | --- | --- | --- | --- | ---- |
| 1999     | PHI    | 8  | 2  | 24.8 | .403 | .000 | .833 | 4.6 | 2.0 | 1.9 | 1.1 | 10.3 |
| 2005     | WAS    | 10 | 10 | 40.1 | .376 | .212 | .831 | 7.1 | 3.7 | 2.0 | .7  | 20.7 |
| 2006     | CLE    | 9  | 8  | 37.3 | .319 | .278 | .742 | 3.0 | 4.0 | 2.2 | .1  | 11.1 |
| 2007     | CLE    | 18 | 18 | 35.5 | .347 | .352 | .746 | 3.9 | 2.4 | 1.4 | .4  | 11.3 |
| 2010     | CHA    | 4  | 0  | 14.5 | .471 | .400 | .571 | 3.3 | 1.5 | .0  | .0  | 6.0  |
| 通算     | 通算   | 49 | 38 | 33.3 | .361 | .287 | .782 | 4.5 | 2.8 | 1.6 | .5  | 12.6 |

## 人物
左目の下の方に涙のタトゥーをいれている。これは、2006年に他界した弟への悲しみを表している。